# 1972 Голяма награда на САЩ
1972 Голяма награда на САЩ е 14-о за Голямата награда на САЩ и дванадесети последен кръг от сезон 1972 във Формула 1, провежда се на 8 октомври 1972 година на пистата Уоткинс Глен, Уоткинс Глен, Ню Йорк, САЩ.

## Репортаж
Тирел и Макларън предпочетоха да участват с трима пилоти с млади талантливи пилоти, зад волана редом до редовните пилоти. Тирел отново повика Патрик Депайе, който направи добър дебют за отбора в Клермон-Феран, а Макларън даде шанс на 22-годишния южноафриканец Джоди Шектър, който се представя на добро ниво във Формула 3 и 2. Също с три болида са Ферари (като Марио Андрети прави поредното си завръщане) и Лотус като Дейв Уокър кара за последното си състезание за отбора и запазвайки Райн Визел. Жан-Пиер Белтоаз и Брайън Редмън са с новите БРМ Р180, а Съртис са с Майк Хейлууд (както и с новия Съртис TS14, но без Джон Съртис) заедно с Тим Шенкен и Андреа де Адамич, а за четвърти пилот е повикан Сам Поси от Формула Атлантик.

### Квалификация
Повечето пилоти записаха времена в петък, след като в събота времето не е благоприятно с времената в съботната сесия по-бавни заради дъжда. Организаторите решиха всички 31 пилоти да стартират в неделя, а най-добър пред всички е Джеки Стюарт с Тирел 005. Шотландецът постига време от 1:40.481, с пет десети по-бърз от времето на Питър Ревсън и Дени Хълм. Франсоа Север продължи с великолепното си представяне с новия Тирел, нареждайки се четвърти пред също великолепния Карлос Ройтеман с Брабам, докато Клей Регацони, Крис Еймън и Шектър окупират трета редица пред Емерсон Фитипалди и Андрети.

### Състезание
По време на загрявачната сесия която се проведе предимно облачно, Матра-та на Еймън остана с 11 цилиндри и нищо не може да се направи. Вместо да стартира на седмата си позиция новозеландеца предпочете да стартира последен, за да не създаде проблеми на останалите съперници, докато Текно-то на Дерек Бел гръмна двигателя си. Стюарт не даде никакъв шанс на преследвачите си, докато Регацони не спря навреме за подхода към първия завой и се промъкна между Ревсън и Ройтеман. Хълм излезе на втора позиция пред Е. Фитипалди, Шектър, Джаки Икс, Регацони и Андрети, докато Ревсън след инцидента си с Регацони влезе в бокса за смяна на предно крило. След две обиколки разликата между Стюарт и преследвачите е шест секунди, докато новобранеца Шектър изпревари Е. Фитипалди.
Бразилецът не успя дори да контра-атакува младока, а вместо това се свлече зад триото от Ферари, които са преследвани от Север. Французинът не само изпревари червените болиди, но и Лотус-а на Емерсон, който влезе в бокса в петата обиколка с повреда. Новоизбраният световен шампион отново посети бокса два пъти като последния е окончателен, след повреда в окачването в 17-а обиколка, а през това време Съртис-а на Шенкен напусна със същия проблем.
В 23-та обиколка Стюарт вече има двайсет и една секунди пред Макларън-а на Хълм, който вече е в полезрението на втория Тирел управляван от Север, след като изпревари и Шектър за трето място. Пред Икс е Марч-а на Рони Петерсон след лесна атака срещу Андрети, който страдаше от трудно управление на своята машина. Другото Ферари на Регацони също има проблеми, след като Уилсън Фитипалди и Хейлууд (който реши да кара с TS9B, след като не е впечатлен от новия болид) го задминаха. Проблемите на БРМ продължават, след като Хоудън Гънли е ударен от де Адамич, а проблем в газта спряха Белтоаз в 40-а обиколка. Редмън и Питър Гетин отпаднаха с един и същ проблем свързан с V12 двигателя на БРМ последван и от Гънли в 44-та обиколка заедно с Лотус-а на Уокър и Брабам-а на Ройтеман.
След преполовяването на половината дистанция, Север се справи и с Хълм, за да оформи първо-второ място за отбора на Кен Тирел. Шектър продължава да се движи четвърти, докато Петерсон се справи и с Икс за петата позиция. Времето продължи да бъде сухо последвано от лек дъжд, който се усили и направи трасето хлъзгаво към първия завой. Шектър, Греъм Хил и Майк Бютлър са хванати неподготвени като последните двама продължиха, а Джоди получи подкрепа от маршалите, което е подминато от организаторите и се върна на 15-а позиция, две обиколки зад Стюарт. Това прати за кратко У. Фитипалди на шесто място, преди повреда в двигателя да провали шансовете на бразилеца да постигне първите си точки, пращайки Хейлууд с позиция напред. Пред тях Икс си върна позицията си срещу Петерсон, докато Андрети намери управлението на неговото Ферари по-добро при хлъзгаво трасе.
Стюарт увеличи преднината си на почти минута пред своя съотборник Север, разлика чиято стана на трийсет и две, след като шотландеца намали темпото си в последните обиколки, за да поднесе двойна победа за Тирел, слагайки край на един доста труден сезон за тях. Хълм завърши трети, докато Петерсон отново изпревари Икс, чието Ферари получи проблем с разхлабен ауспух. Андрети взе последната точка, преполовявайки пълната дистанция, макар официалното класиране да показва да е на обиколка зад победителя. Ревсън междувременно напусна с проблем в електрото, докато Хейлууд повреди задното си окачване след завъртане и от последвания удар с Ники Лауда (който остана не-класиран на десет обиколки назад) и Бютлър.

## Класиране

### Състезание
| Поз | No | Пилот             | Конструктор   | Обиколки | Време/Отпадане  | Място | Точки |
| --- | -- | ----------------- | ------------- | -------- | --------------- | ----- | ----- |
| 1   | 1  | Джеки Стюарт      | Тирел-Форд    | 59       | 1:41:45.354     | 1     | 9     |
| 2   | 2  | Франсоа Север     | Тирел-Форд    | 59       | + 32.268        | 4     | 6     |
| 3   | 19 | Дени Хълм         | Макларън-Форд | 59       | + 37.528        | 3     | 4     |
| 4   | 4  | Рони Петерсон     | Марч-Форд     | 59       | + 1:22.516      | 26    | 3     |
| 5   | 7  | Джеки Икс         | Ферари        | 59       | + 1:23.119      | 12    | 2     |
| 6   | 9  | Марио Андрети     | Ферари        | 58       | + 1 Об.         | 10    | 1     |
| 7   | 3  | Патрик Депайе     | Тирел-Форд    | 58       | + 1 Об.         | 11    |       |
| 8   | 8  | Клей Регацони     | Ферари        | 58       | + 1 Об.         | 6     |       |
| 9   | 21 | Джоди Шектър      | Макларън-Форд | 58       | + 1 Об.         | 8     |       |
| 10  | 12 | Райн Визел        | Лотус-Форд    | 57       | + 2 Об.         | 16    |       |
| 11  | 28 | Греъм Хил         | Брабам-Форд   | 57       | + 2 Об.         | 27    |       |
| 12  | 34 | Сам Поси          | Съртис-Форд   | 57       | + 2 Об.         | 22    |       |
| 13  | 6  | Майк Бютлър       | Марч-Форд     | 57       | + 2 Об.         | 20    |       |
| 14  | 26 | Анри Пескароло    | Марч-Форд     | 57       | + 2 Об.         | 21    |       |
| 15  | 18 | Крис Еймън        | Матра         | 57       | + 2 Об.         | 7     |       |
| 16  | 33 | Скип Барбър       | Марч-Форд     | 57       | + 2 Об.         | 20    |       |
| 17  | 23 | Майк Хейлууд      | Съртис-Форд   | 56       | Сблъсък         | 14    |       |
| 18  | 20 | Питър Ревсън      | Макларън-Форд | 54       | Електро         | 2     |       |
| НКл | 5  | Ники Лауда        | Марч-Форд     | 49       | Не е класиран   | 25    |       |
| Отп | 27 | Карлос Паче       | Марч-Форд     | 48       | Горивна система | 15    |       |
| Отп | 14 | Питър Гетин       | БРМ           | 47       | Двигател        | 28    |       |
| Отп | 16 | Хоудън Гънли      | БРМ           | 44       | Двигател        | 17    |       |
| Отп | 11 | Дейв Уокър        | Лотус-Форд    | 44       | Двигател        | 30    |       |
| Отп | 30 | Уилсън Фитипалди  | Брабам-Форд   | 43       | Двигател        | 13    |       |
| Отп | 17 | Жан-Пиер Белтоаз  | БРМ           | 40       | Запалване       | 18    |       |
| Отп | 15 | Брайън Редмън     | БРМ           | 34       | Двигател        | 24    |       |
| Отп | 29 | Карлос Ройтеман   | Брабам-Форд   | 31       | Двигател        | 5     |       |
| Отп | 25 | Андреа де Адамич  | Съртис-Форд   | 25       | Сблъсък         | 19    |       |
| Отп | 24 | Тим Шенкен        | Съртис-Форд   | 22       | Окачване        | 31    |       |
| Отп | 10 | Емерсон Фитипалди | Лотус-Форд    | 17       | Окачване        | 9     |       |
| Отп | 31 | Дерек Бел         | Текно         | 8        | Двигател        | 29    |       |

## Класиране след състезанието
| Поз | Пилот             | Точки |
| --- | ----------------- | ----- |
| 1   | Емерсон Фитипалди | 61    |
| 2   | Джеки Стюарт      | 45    |
| 3   | Денис Хълм        | 37    |
| 4   | Джаки Икс         | 27    |
| 5   | Питър Ревсън      | 23    |
| 6   | Клей Регацони     | 15    |
| 7   | Франсоа Север     | 15    |
| 8   | Майк Хейлууд      | 13    |
| 9   | Рони Петерсон     | 12    |
| 10  | Крис Еймън        | 12    |

| Поз | Конструктор   | Точки   |
| --- | ------------- | ------- |
| 1   | Лотус-Форд    | 61      |
| 2   | Тирел-Форд    | 51      |
| 3   | Макларън-Форд | 47 (49) |
| 4   | Ферари        | 33      |
| 5   | Съртис-Форд   | 18      |
| 6   | Марч-Форд     | 15      |
| 7   | БРМ           | 14      |
| 8   | Матра         | 12      |
| 9   | Брабам-Форд   | 7       |